# Alexander Isaakowitsch Gelman
Alexander Isaakowitsch Gelman (russisch Алекса́ндр Исаа́кович Ге́льман; * 25. Oktober 1933 in Donduşeni, Königreich Rumänien) ist ein sowjetisch-russischer Schriftsteller, Drehbuchautor und Dramatiker.
Gelman wurde als Kind während des Zweiten Weltkrieges mit seiner Familie in ein Ghetto nach Berschad in der Ukraine deportiert. Sein Vater und er überlebten Ende 1944 einen Todesmarsch. Nach dem Krieg arbeitete Gelman zunächst als Schlosser in Chișinău, er besuchte eine Militärschule und wurde zum Marineoffizier ausgebildet. 1966 ging er nach Leningrad und arbeitete als Journalist. Er begann Drehbücher und Theaterstücke zu schreiben unter anderem das Werk "Protokoll einer Sitzung" (Протокол одного заседания, Deutsche Erstaufführung 1976 im Landestheater Halle). Das Stück diente Gelman auch als Vorlage für das Drehbuch des 1974 entstandenen Films "Die Prämie" (Премия) für den er 1976 mit dem Staatspreis der UdSSR ausgezeichnet wurde.
Gelmans Theaterstücke, unter anderem die Werke "Wir, die Endesunterzeichnenden" und "Zwei auf einer Bank" wurden in mehrere Sprachen übersetzt und auch im deutschen Sprachraum, vor allem in den Theatern der DDR, aufgeführt.
Gelman galt als Unterstützer der Politik der Perestroika von Michail Gorbatschow, er wurde 1989 in den Obersten Sowjet der UdSSR gewählt. 1990 wurde er auf dem XXVIII. Parteitag der Kommunistischen Partei der Sowjetunion Mitglied des Zentralkomitees, trat jedoch bereits im Januar 1991 aus der KPdSU aus.
Gelman ist Mitglied im Russischen Jüdischen Kongress (Российский еврейский конгресс). Sein Sohn Marat Gelman ist ein bekannter russischer Galerist.

## Werke (Auswahl)
- Protokoll einer Sitzung (Протокол одного заседания), 1974
- Wir, die Endesunterzeichnenden (Мы, нижеподписавшиеся), 1979
- Allein mit allen (Наедине со всеми), 1982
- Zwei auf einer Bank (Скамейка), 1983